# Юголин
Юголин (бел. Югалін) — деревня в Ивацевичском районе Брестской области Белоруссии. Входит в состав Вольковского сельсовета. Население — 83 человека (2019).

## География
Деревня находится в 32 км к северо-востоку от города Ивацевичи, рядом с деревней проходит граница с Барановичским районом. С юга к Юголину примыкает деревня Селец. Местность принадлежит бассейну Немана, южнее деревни есть сеть мелиоративных каналов со стоком в реку Мышанка. Местная трёхкилометровая дорога связывает Юголин с шоссе Р43 на участке Ивацевичи — Миловиды.

## История
Первые письменные упоминание о деревне датируются XVI веком, усадьба Юголин — родовое поместье рода Юндзиллов.
После третьего раздела Речи Посполитой (1795 год) в составе Российской империи, с 1801 года Юголин принадлежал Слонимскому уезду Гродненской губернии.
В 1825 году в Юголине родился Франтишек Юндзилл (be:Францішак Юндзіл), участник восстания 1863 года. Франтишек Юндзилл со своим отрядом принимал участие в сражении под Миловидами, после поражения восстания эмигрировал во Францию, где и умер.
После подавления восстания российские власти конфисковали имение, новым владельцем стал Павел Аркадьевич Воронцов-Вельяминов из рода Воронцовых-Вельяминовых. Его жена Наталья была внучкой А. С. Пушкина.
Ещё при Юндзиллах в первой половине XIX века в имении был построен деревянный усадебный дом и заложен пейзажный парк. При Воронцовых-Вельяминовых в усадьбе выстроили ряд хозпостроек.
Согласно Рижскому мирному договору (1921) деревня вошла в состав межвоенной Польши, где принадлежала Косовскому повету Полесского воеводства. С 1939 года в составе БССР. Последними владельцами усадьбы были праправнуки Пушкина Георгий и Вера Воронцовы-Вельяминовы, после вхождения Западной Белоруссии в состав СССР были арестованы и сосланы в Сибирь.
До 24 августа 2022 года входила в состав Добромысленского сельсовета.

## Достопримечательность
- Усадьба Юголин. Усадебный дом и большинство построек не сохранились. От усадьбы сохранились лишь фрагменты парка и здание сыроварни[3].